# Kombinationslag i olympiska spelen
I de tidiga olympiska spelen var det tillåtet för medlemmar i ett lag att vara från olika länder. Internationella olympiska kommittén grupperar ihop dessa lags resultat under beteckningen mixed team (kombinationslag), med landskoden ZZX. Totalt har 17 medaljer vunnits av kombinationslag i de tre första moderna spelen.

## Medaljer per nationskombination
| Medaljfördelning |                            |      |        |       |        |
| Placering        | Nation                     | Guld | Silver | Brons | Totalt |
| 1                | Frankrike Storbritannien   | 2    | 1      | 1     | 4      |
| 2                | Australien Storbritannien  | 1    | 0      | 1     | 2      |
| 3                | Storbritannien USA         | 1    | 0      | 1     | 2      |
| 4                | Kuba USA                   | 1    | 0      | 0     | 1      |
| 5                | Danmark Sverige            | 1    | 0      | 0     | 1      |
| 6                | Frankrike Nederländerna    | 1    | 0      | 0     | 1      |
| 7                | Tyskland Storbritannien    | 1    | 0      | 0     | 1      |
| 8                | Frankrike USA              | 0    | 2      | 0     | 2      |
| 9                | Egypten Grekland           | 0    | 1      | 0     | 1      |
| 10               | Storbritannien Spanien USA | 0    | 1      | 0     | 1      |
| 11               | Böhmen Storbritannien      | 0    | 0      | 1     | 1      |

## Medaljer per sport
| Medaljfördelning |           |      |        |       |        |
| Placering        | Sport     | Guld | Silver | Brons | Totalt |
| 1                | Segling   | 2    | 0      | 0     | 2      |
| 2                | Tennis    | 1    | 3      | 3     | 7      |
| 3                | Hästpolo  | 1    | 1      | 1     | 3      |
| 4                | Friidrott | 1    | 1      | 0     | 2      |
| 5                | Rodd      | 1    | 0      | 0     | 1      |
| 6                | Dragkamp  | 1    | 0      | 0     | 1      |
| 7                | Fäktning  | 1    | 0      | 0     | 1      |

### Allmänna källor
- Internationella Olympiska Kommittén. ”Olympic Medal Winners”. http://www.olympic.org/uk/athletes/results/search_r_uk.asp. Läst 13 november 2006.